# Narosodes hampsoni
Narosodes hampsoni là một loài bướm đêm thuộc phân họ Arctiinae, họ Erebidae.